# Wampsville
Wampsville település az USA New York államában, Madison megyében, melynek megyeszékhelye is. Lakosainak száma 573 fő (2020. április 1.).

## Népesség
A település népességének változása:

| 2010 | 543 |
| 2020 | 573 |